# Donald Hings
Donald Lewes Hings (Leicester, 6 november 1907 – Burnaby, 25 februari 2004) was een in het Verenigd Koninkrijk geboren Canadees uitvinder. In 1937 creëerde hij een draagbare veldradio voor zijn werkgever CM&S, die hij "packset" noemde, maar later bekend werd onder naam "Walkie-Talkie".

## Biografie
Geboren in het Britse Leicester verhuisde Hings met zijn ouders naar Canada toen hij drie jaar oud was. Voor vliegexpedities voor een mijnbouwbedrijf ontwikkelde hij een draagbare, waterdichte veldradio – 5½ kg zwaar en zo groot als een broodrooster. Hierdoor moest het voor de buik gedragen worden terwijl men sprak en luisterde via een losse microfoon en hoofdtelefoon die met het apparaat verbonden waren.
In 1939, hetzelfde jaar dat Hings een Amerikaans octrooi aanvroeg in Spokane voor zijn packset, verklaarde Canada de oorlog aan nazi-Duitsland. Hings werkgever, de Consolidated Mining & Smelting Company (CM&S, huidige Cominco), stuurde hem naar Ottawa om zijn nieuwe uitvinding geschikt te maken voor militair gebruik. Van 1940 tot 1945 verbleef hij bij de National Research Council. Gedurende deze jaren ontwikkelde hij een aantal modellen, waaronder de succesvolle C-58 waarvan er 18.000 werden verkocht ten behoeve van de infanterie.
Voor zijn uitmuntende bijdragen in radiocommunicatie gedurende de Tweede Wereldoorlog werd hij in 1946 onderscheiden met de Orde van het Britse Rijk (MBE) en de in 2001 met de Orde van Canada.
Na de oorlog verhuisde hij naar Burnaby in Brits-Columbia waar hij het bedrijf Electronica Labs of Canada oprichtte, een elektronisch R&D-bedrijf. Hij zette tot aan zijn pensionering zijn onderzoeks- en ontwikkelingswerk voort, onder andere op het gebied van communicatie en geofysica. Hij heeft meer dan 55 octrooien in Canada en de Verenigde Staten op zijn naam staan, waaronder de klystron magnetometer landmeetsysteem. In 2006 werd hij postuum opgenomen in de Telecommunications Hall of Fame.